# Pelayo Tortajada Martín
Pelayo Tortajada Martín (Uclés, c. 1915-Ciudad Real, 1944) va ser un polític espanyol.

## Biografia
Era oriünd de la localitat conquesa d'Uclés. En la seva joventut havia treballat com a mestre nacional en una granja de la província de Ciudad Real. Membre del Partit Comunista d'Espanya (PCE), després de l'esclat de la Guerra civil es va unir a les forces republicanes. Posteriorment va passar a formar part del comissariat polític de l'Exèrcit Popular de la República. Al llarg de la contesa va ser comissari de la 216a Brigada Mixta i de la 67a Divisió, combatent en diversos fronts.
Després del final del contesa es va exiliar a França, al costat d'altres polítics i militars republicans.
Membre del «maqui» i un dels iniciadors de la lluita contra l'ocupació nazi, va arribar a estar al capdavant d'una de les regions de la resistència a França. També va ser membre del comitè central del PCE a França, el que li va convertir en un dels dirigents del partit en territori francès. A l'octubre-novembre de 1941 va ser enviat a Espanya pel partit amb la missió de reorganitzar a l'interior l'estructura política del PSUC. Durant els següents mesos va reconstruir l'organització comunista a Barcelona i voltants. L'agost de 1942 va ser detingut per les autoritats franquistes a Figueres, camí de la frontera francesa.
Després de ser empresonat, seria jutjat i condemnat a mort. Va ser afusellat a Ciudad Real el 1944.